# Vitalij Aab
Vitalij Aab (Karaganda, 14 novembre 1979) è un hockeista su ghiaccio tedesco di origini kazake che gioca come attaccante.

## Carriera
Il debutto come professionista di Vitalij Aab avvenne all'età di 17 anni, giocando per i EC Wilhelmshaven. Nella sua seconda stagione, mise a segno 28 punti. Nel 1999, la sua squadra fu promossa nella seconda divisione tedesca. L'anno successivo, venne ingaggiato per i Nürnberg Ice Tigers, nella quale squadra giocò per tre anni. In questo periodo, giocò così bene nella propria squadra che venne chiamato a giocare nella nazionale tedesca di hockey sul ghiaccio.
Aab ebbe la sua peggiore carriera nel 2004/2005 con gli Adler Mannheim; segnò solamente 24 punti in 48 partite.  Quindi lasciò Mannheim dopo una sola stagione e venne ingaggiato dai Iserlohn Roosters. Dopo aver faticato ad adattarsi, le sue prestazioni migliorarono drasticamente. Alla fine della stagione, fu il più prolifico giocatore in Germania. Dopo la stagione 2006/2007, gli Hamburg Freezers lo ingaggiarono. Dal 2010 è tornato a giocare per i Nürnberg Ice Tigers.
Nell'estate del 2013 lasciò la Germania per ritornare in Kazakistan nella VHL con la maglia del Sary-Arka Karaganda. L'esperienza è durata tuttavia solo una stagione: nell'estate del 2014 Aab ha fatto ritorno in Germania, nella DEL2, con il Bad Neuheim, con cui ha giocato per tre stagioni.
Nel settembre 2017 si è accasato all'Höchstadter EC, nella quarta serie tedesca.

## Palmarès

### Club
- Vysšaja Chokkejnaja Liga: 1

Karaganda: 2013-2014

### Individuale
- DEL All-Star Game: 2

2002, 2003